# 小果盾翅藤
小果盾翅藤（学名：Aspidopterys microcarpa）为金虎尾科盾翅藤属下的一个种。